# Принцеса Раджва Аль Хусейн
Принцеса Раджва Аль Хусейн (араб. رجوة الحسين; уроджена Раджва Аль Саїф; нар. 28 квітня 1994, Ер-Ріяд, Саудівська Аравія) — архітекторка із Саудівської Аравії та член королівської родини Йорданії. Одружена з 1 червня 2023 року з Хусейном, наслідним принцом Йорданії.
Титул кронпринцеси зазвичай не використовується в Йорданії; натомість Раджва титулується як «Її Королівська Величність Принцеса Раджва Аль Хусейн».

## Походження та навчання
Аль Саїф народилася в Ер-Ріяді, Саудівська Аравія, 28 квітня 1994 року. Вона наймолодша з чотирьох дітей, народжених у саудівського бізнесмена Халеда Аль Саіфа, генерального директора приватної групи Al Saif Group, і його дружини Аззи Аль Судайрі. Вона належить до шляхетного роду Саудівської Аравії. Сім'я Аль-Саїф походить від племені Субай, шейхів міста Аль-Аттар в Судайрі.
Її мати належить до родини Аль-Судайрі, тієї ж родини, що й мати нинішнього короля Саудівської Аравії Хуса бінт Ахмед Аль Судайрі, а також родини його покійної дружини Султани бінт Туркі Аль Судайрі. Через свою матір вона є двоюрідною сестрою короля Салмана, нинішнього короля Саудівської Аравії, і двоюрідною сестрою наслідного принца Мухаммеда ібн Салмана.
Її батько Халед бін Мусаїд ібн Саїф бін Абдулазіз Аль Саїф закінчив Американський університет Бейрута за освітнім ступенем цивільного будівництва та заснував Al Seif Engineering Contracting, одну з провідних будівельних компаній у Саудівській Аравії разом із низкою компаній, що працюють в інших секторах.
Аль Саїф здобула середню освіту в Саудівській Аравії та вищу освіту в Школі архітектури Сіракузського університету. Вона також навчалася та працювала в Лос-Анджелесі, здобувши освітній ступінь в Інституті моди дизайну та мерчандайзингу та працюючи в архітектурній фірмі неподалік.

## Заручини та весілля
17 серпня 2022 року Королівський хашимітський двір оголосив у Twitter про заручини Аль Саїф вз Хусейном, спадкоємним принцом Йорданії, старшим сином короля Абдалли II та королеви Йорданії Ранії. Церемонія заручин відбулася в будинку батька Аль Саїфа в Ер-Ріяді. У церемонії взяли участь король і королева Йорданії, принц Хасан бін Талал, принц Хашем бін Абдулла, принц Алі бін Хусейн, принц Хашим бін Хусейн, принц Газі бін Мухаммед, принц Рашид бін Хасан та члени сім'ї Аль Саїф.
Аль Саїф вперше офіційно з'явилася на публіці 18 жовтня 2022 року, коли відвідала Королівську зустріч з наслідним принцом Хусейном і його онуком принцом Хасаном.
31 грудня 2022 року Королівський хашимітський суд оголосив, що весілля пари відбудеться 1 червня 2023 року в палаці Захран .
23 січня 2023 року вона супроводжувала Хусейна під час візиту до акції Scent of Color, організованої для сліпих і людей із вадами зору, що стало їх першою офіційною публічною появою із своїм майбутнім чоловіком.
У серпні 2024 року стало відомо, що принцеса Раджва та кронпринц Хусейн стали батьками, у них народилася дочка принцеса Іман.

## Принцеса Йорданії
Після одруження Раджва стала принцесою Йорданії та отримала титул Її Королівської Величності Принцеси Раджви Аль Хусейн. Тепер вона офіційно одружена з кронпринцем і відвідуватиме заходи королівського дому.
Додатковими обов'язками Раджви буде представництво короля на заходах, у тому числі за кордоном, таких як весілля членів королівських родин Відповідно, вона відвідуватиме заходи, пов'язані з соціальними та благодійними проєктами.